# Giải vô địch bóng đá châu Âu 2012 (vòng loại bảng D)
Dưới đây là kết quả các trận đấu trong khuôn khổ bảng D - vòng loại giải vô địch bóng đá châu Âu 2012. 6 đội bóng châu Âu bao gồm Pháp, Romania, Albania, Bosnia và Herzegovina, Belarus và Luxembourg thi đấu trong hai năm 2010 và 2011, theo thể thức lượt đi-lượt về, vòng tròn tính điểm, lấy hai đội đầu bảng tham gia vòng chung kết.

## Bảng xếp hạng
| Đội                  | St | T | H | B | Bt | Bb | Hs  | Điểm |
| -------------------- | -- | - | - | - | -- | -- | --- | ---- |
| Pháp                 | 10 | 6 | 3 | 1 | 15 | 4  | +11 | 21   |
| Bosna và Hercegovina | 10 | 6 | 2 | 2 | 17 | 8  | +9  | 20   |
| România              | 10 | 3 | 5 | 2 | 13 | 9  | +4  | 14   |
| Belarus              | 10 | 3 | 4 | 3 | 8  | 7  | +1  | 13   |
| Albania              | 10 | 2 | 3 | 5 | 7  | 14 | −7  | 9    |
| Luxembourg           | 10 | 1 | 1 | 8 | 3  | 21 | −18 | 4    |

## Kết quả và lịch thi đấu
Lịch thi đấu bảng D đã được quyết định bởi các đội tham dự tại một cuộc họp tổ chức ở Luxembourg ngày 19 tháng 2 năm 2010.
| România    | 1–1      | Albania    |
| ---------- | -------- | ---------- |
| Stancu 80' | Chi tiết | Muzaka 87' |

| Luxembourg | 0–3      | Bosna và Hercegovina                |
| ---------- | -------- | ----------------------------------- |
|            | Chi tiết | Ibričić 6' · Pjanić 12' · Džeko 16' |

| Pháp | 0–1      | Belarus     |
| ---- | -------- | ----------- |
|      | Chi tiết | Kislyak 86' |

| Belarus | 0–0      | România |
| ------- | -------- | ------- |
|         | Chi tiết |         |

| Albania    | 1–0      | Luxembourg |
| ---------- | -------- | ---------- |
| Salihi 37' | Chi tiết |            |

| Bosna và Hercegovina | 0–2      | Pháp                      |
| -------------------- | -------- | ------------------------- |
|                      | Chi tiết | Benzema 72' · Malouda 78' |

| Luxembourg | 0–0      | Belarus |
| ---------- | -------- | ------- |
|            | Chi tiết |         |

| Albania    | 1–1      | Bosna và Hercegovina |
| ---------- | -------- | -------------------- |
| Duro 45+2' | Chi tiết | Ibišević 21'         |

| Pháp                      | 2–0      | România |
| ------------------------- | -------- | ------- |
| Rémy 83' · Gourcuff 90+3' | Chi tiết |         |

| Belarus                    | 2–0      | Albania |
| -------------------------- | -------- | ------- |
| Rodionov 10' · Krivets 77' | Chi tiết |         |

| Pháp                       | 2–0      | Luxembourg |
| -------------------------- | -------- | ---------- |
| Benzema 22' · Gourcuff 76' | Chi tiết |            |

| Luxembourg | 0–2      | Pháp                     |
| ---------- | -------- | ------------------------ |
|            | Chi tiết | Mexès 28' · Gourcuff 72' |

| Bosna và Hercegovina     | 2–1      | România    |
| ------------------------ | -------- | ---------- |
| Ibišević 63' · Džeko 83' | Chi tiết | Marica 29' |

| Albania    | 1–0      | Belarus |
| ---------- | -------- | ------- |
| Salihi 62' | Chi tiết |         |

| România                  | 3–1      | Luxembourg |
| ------------------------ | -------- | ---------- |
| Mutu 24', 68' · Zicu 78' | Chi tiết | Gerson 22' |

| România                    | 3–0      | Bosna và Hercegovina |
| -------------------------- | -------- | -------------------- |
| Mutu 37' · Marica 41', 55' | Chi tiết |                      |

| Belarus           | 1–1      | Pháp        |
| ----------------- | -------- | ----------- |
| Abidal 20' (l.n.) | Chi tiết | Malouda 22' |

| Belarus                              | 2–0      | Luxembourg |
| ------------------------------------ | -------- | ---------- |
| Kornilenko 48' (ph.đ.) · Putsila 73' | Chi tiết |            |

| Bosna và Hercegovina           | 2–0      | Albania |
| ------------------------------ | -------- | ------- |
| Medunjanin 67' · Maletić 90+1' | Chi tiết |         |

| Luxembourg | 0–2      | România        |
| ---------- | -------- | -------------- |
|            | Chi tiết | Torje 34', 45' |

| Belarus | 0–2      | Bosna và Hercegovina                   |
| ------- | -------- | -------------------------------------- |
|         | Chi tiết | Salihović 21' (ph.đ.) · Medunjanin 24' |

| Albania     | 1–2      | Pháp                     |
| ----------- | -------- | ------------------------ |
| Bogdani 46' | Chi tiết | Benzema 11' · M'Vila 18' |

| Bosna và Hercegovina | 1–0      | Belarus |
| -------------------- | -------- | ------- |
| Misimović 87'        | Chi tiết |         |

| Luxembourg                | 2–1      | Albania     |
| ------------------------- | -------- | ----------- |
| Bettmer 27' · Joachim 78' | Chi tiết | Bogdani 64' |

| România | 0–0      | Pháp |
| ------- | -------- | ---- |
|         | Chi tiết |      |

| Bosna và Hercegovina                                                 | 5–0      | Luxembourg |
| -------------------------------------------------------------------- | -------- | ---------- |
| Džeko 12' · Misimović 15', 22' (ph.đ.) · Pjanić 36' · Medunjanin 51' | Chi tiết |            |

| România               | 2–2      | Belarus                     |
| --------------------- | -------- | --------------------------- |
| Mutu 19', 51' (ph.đ.) | Chi tiết | Kornilenko 45' · Drahun 82' |

| Pháp                                    | 3–0      | Albania |
| --------------------------------------- | -------- | ------- |
| Malouda 11' · Rémy 37' · Réveillère 66' | Chi tiết |         |

| Albania    | 1–1      | România    |
| ---------- | -------- | ---------- |
| Salihi 24' | Chi tiết | Luchin 77' |

| Pháp              | 1–1      | Bosna và Hercegovina |
| ----------------- | -------- | -------------------- |
| Nasri 78' (ph.đ.) | Chi tiết | Džeko 40'            |

## Danh sách cầu thủ ghi bàn
5 bàn
- Adrian Mutu

4 bàn
- Edin Džeko

3 bàn
| - Hamdi Salihi - Haris Medunjanin - Zvjezdan Misimović | - Karim Benzema - Yoann Gourcuff | - Florent Malouda - Ciprian Marica |

2 bàn
| - Erjon Bogdani - Sergei Kornilenko | - Vedad Ibišević - Miralem Pjanić | - Loïc Rémy - Gabriel Torje |

1 bàn
| - Klodian Duro - Gjergji Muzaka - Stanislaw Drahun - Syarhey Kislyak - Sergey Krivets - Anton Putsila - Vitali Rodionov | - Senijad Ibričić - Darko Maletić - Sejad Salihović - Philippe Mexès - Yann M'Vila - Samir Nasri - Anthony Réveillère | - Gilles Bettmer - Aurélien Joachim - Lars Gerson - Srdjan Luchin - Bogdan Stancu - Ianis Zicu |

Phản lưới nhà
- Éric Abidal (trong trận gặp Belarus)